# Herb gminy Świnice Warckie
Herb gminy Świnice Warckie – jeden z symboli gminy Świnice Warckie, ustanowiony 25 sierpnia 2005.

## Wygląd i symbolika
Herb przedstawia na tarczy w polu czerwonym łeb dzika czarny o kłach srebrnych nad rzeką błękitną. Łeb dzika jest uszczerbionym godłem herbu Świnka. Pieczętował się nim rzekomy założyciel Świnic – Jakub Świnka. Rzeka w herbie to Warta.